# Tipula (Yamatotipula) spernax
Tipula (Yamatotipula) spernax is een tweevleugelige uit de familie langpootmuggen (Tipulidae). De soort komt voor in het Nearctisch gebied.